# Coccoloba ceibensis
Coccoloba ceibensis là một loài thực vật có hoa trong họ Rau răm. Loài này được O.C.Schmidt mô tả khoa học đầu tiên năm 1933.